# Like Only a Woman Can
"Like Only a Woman Can" es un sencillo del 2007 del cantante irlandés Brian McFadden, de su segundo álbum, Set in Stone. Primero fue lanzado en Irlanda, dónde llegó al número uno en abril del 2007; una versión alternativa fue lanzada en Australia (llegó al #3) y en Nueva Zelanda (llegó al #39) en marzo del 2008.
Es una canción abierta y honesta de amor, a alguien quién ha ayudado al escritor a encontrar redención. "Es una canción sobre Delta", explica Brian, "pero es yo mismo admitiando los errores de mi pasado, mientras miro hacia el futuro."
'Like Only a Woman Can' fue una de las primeras de las 150 canciones extrañas que Brian escribió en la creación de 'Set in Stone'. 

## Listado
Irlanda
1. "Like Only a Woman Can" (Radio Edit)
2. "Mud In Your Eye"
3. "Like Only a Woman Can" (Versión acústica)

Australia
1. "Like Only a Woman Can" (Versión del álbum)
2. "Like Only a Woman Can" (Radio Mix)
3. "Inside Out"

## Vídeo
El vídeo para la canción fue grabado en Brisbane, Australia con un número de locales usados cómo extras y músicos. También incluye a la modelo Brooke Lowther como la "mujer" y Ange Kohler, quién también tocó la batería en la grabación.

## Lanzamiento
| País      | Fecha               |
| --------- | ------------------- |
| Irlanda   | 20 de abril de 2007 |
| Australia | 22 de marzo de 2008 |

## Charts
| Chart (2007)                    | Peak posición |
| ------------------------------- | ------------- |
| Irish Singles Chart             | 1             |
| Chart (2008)                    | Peak posición |
| Australian ARIA Singles Chart   | 13            |
| New Zealand RIANZ Singles Chart | 39            |